# Werner Franzen

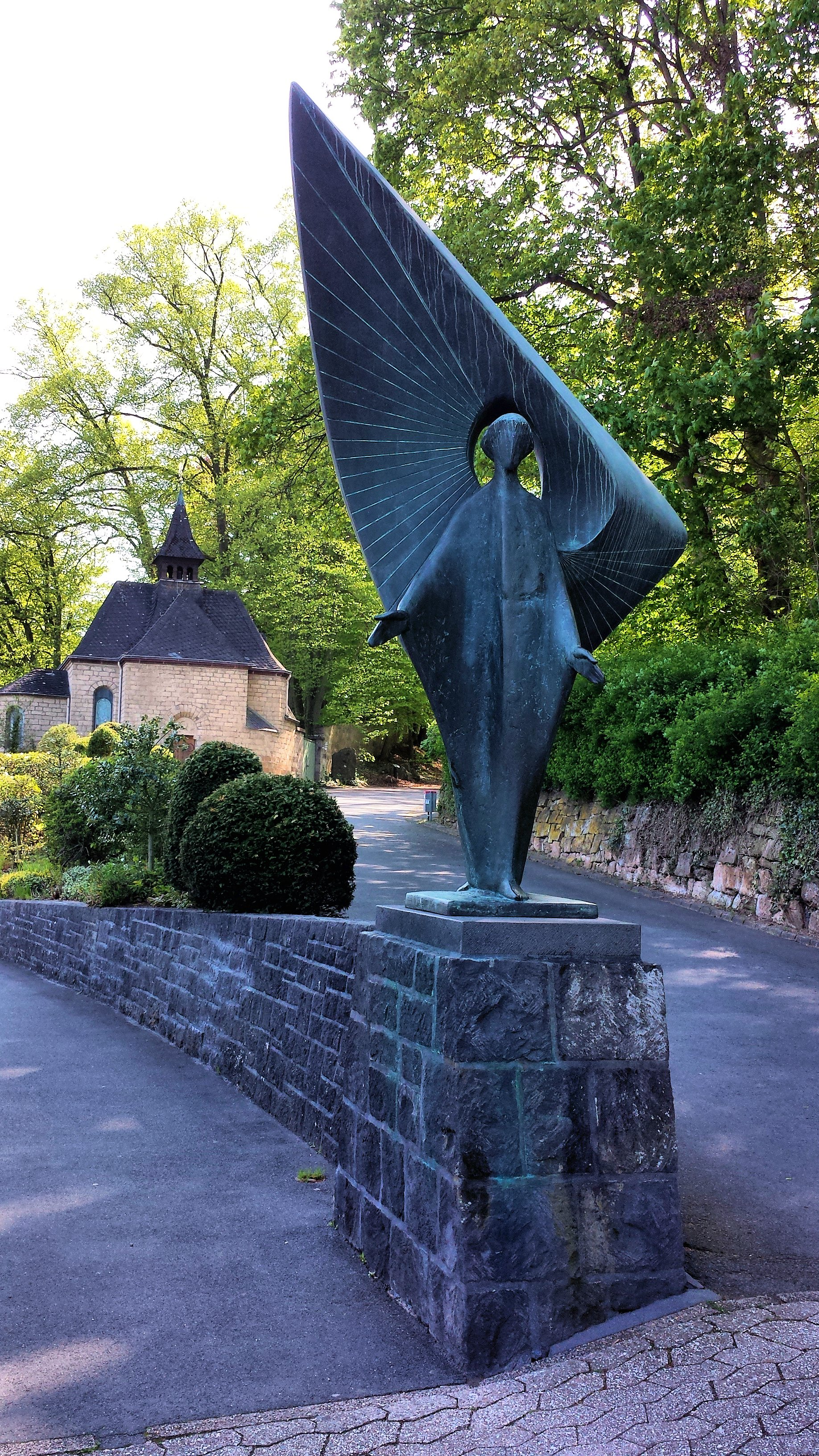
Werner Franzen: Bronze-Engel, Abtei Maria Laach (Foto: 2019)

Werner Franzen (* 19. Oktober 1928 in Cochem-Cond; † 9. Dezember 2014 in Bergisch Gladbach) war ein deutscher Bildhauer und Künstler.

## Leben und Karriere
Werner Franzens Talent zum Zeichnen wurde früh erkannt. Um, wie es heißt, „nicht der brotlosen Kunst“ nachzugehen, begann er zunächst eine Maurerlehre, um im Anschluss daran Bauingenieur zu werden. Hierdurch erwarb er sich umfangreiche Materialkenntnisse, die sich später als dienlich erweisen sollten. 1951 begann er ein Studium der Bildhauerei an der Werkkunstschule Trier. Während seines fünfjährigen Studiums lernte er als Meisterschüler das Akt- und Portraitzeichnen in der Bildhauerklasse von Paul Siegert und Michael Trierweiler. Nach erfolgreichem Abschluss des Studiums ging er für einige Jahre auf Wanderschaft in Deutschland und der Schweiz. 1959 legte er die Meisterprüfung als Bildhauer ab und machte sich 1960 als freischaffender Künstler in Nordrhein-Westfalen selbstständig. Von Köln-Deutz, wo er sich zunächst niedergelassen hatte, ging er nach Schildgen (Bergisch Gladbach), hier hatte er zusammen mit seiner Frau Margret, die er 1967 heiratete, drei Söhne.

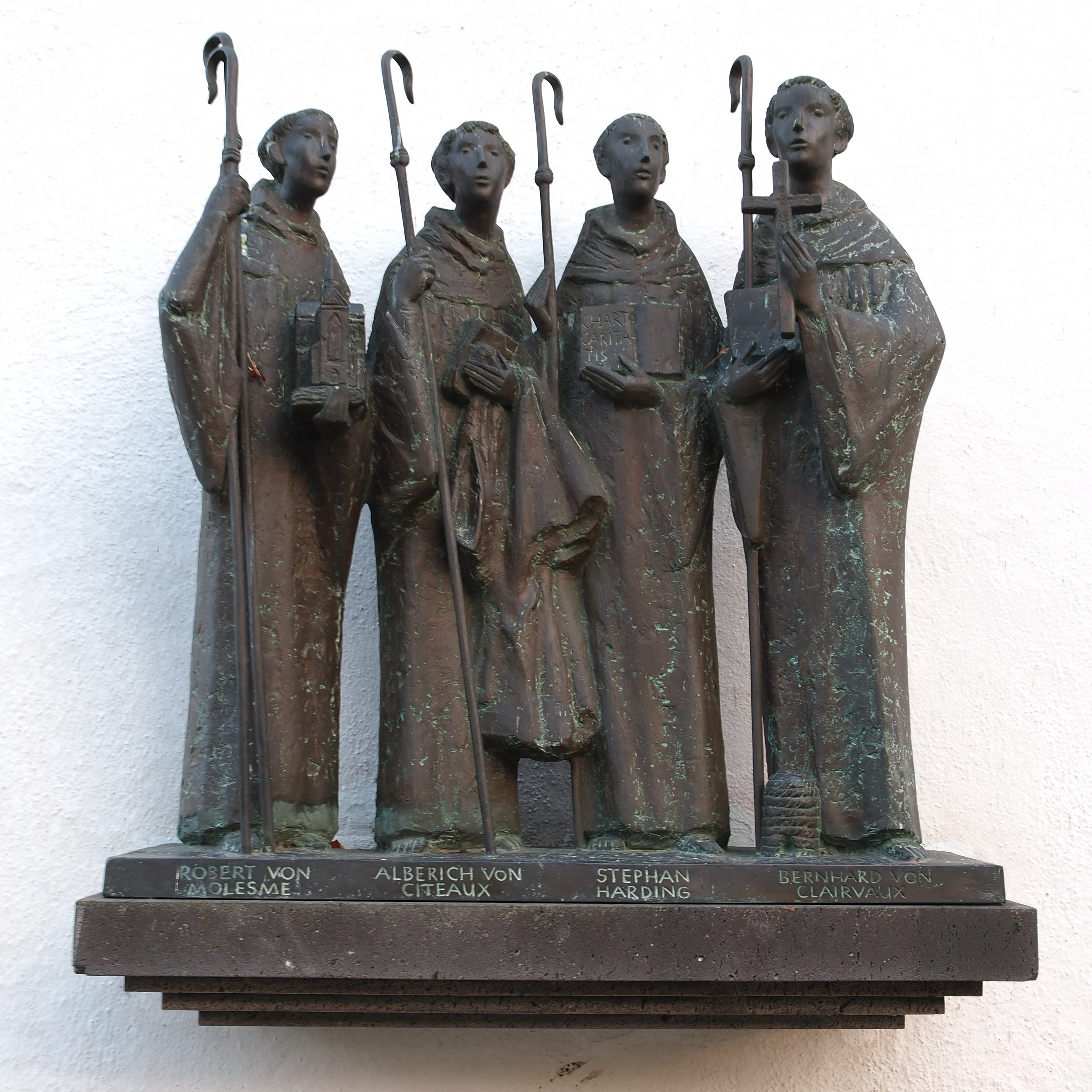
Die vier zisterziensischen Reformäbte, Altenberger Dom (Foto: 2012)

Seine katholischen Wurzeln – als Kind wollte er noch Maler oder Pastor werden – brachten ihn zur Bibellektüre und einem Studium der Heiligenlegenden. Religiöse Stimmung, eng verbunden mit handwerklicher Kunst, ließen ihn in seinen ersten Jahren viele Grabmäler erschaffen, alleine über 30 davon auf dem Kölner Melaten-Friedhof. Waren es zu Beginn seiner Karriere noch ausschließlich religiöse Themen, mit denen er sich beschäftigte, begann er in den 1970er-Jahren sich der Gewand- und Aktdarstellung zu widmen. Werner Franzen entwickelte sich ständig weiter, seine Plastiken und Skulpturen sollten „Kunst zum Anfassen“ sein, außerdem sollte der „Entstehungsprozeß eines Stückes ablesbar bleiben“. Dr. phil. Christian Eschweiler schreibt: „Seine Bronzen zerreißen keine Wohnung, keinen Garten und keinen Park, sie fügen sich überall organisch und harmonisch ein, so dass es einem Freude bereitet, ihnen zu begegnen“.

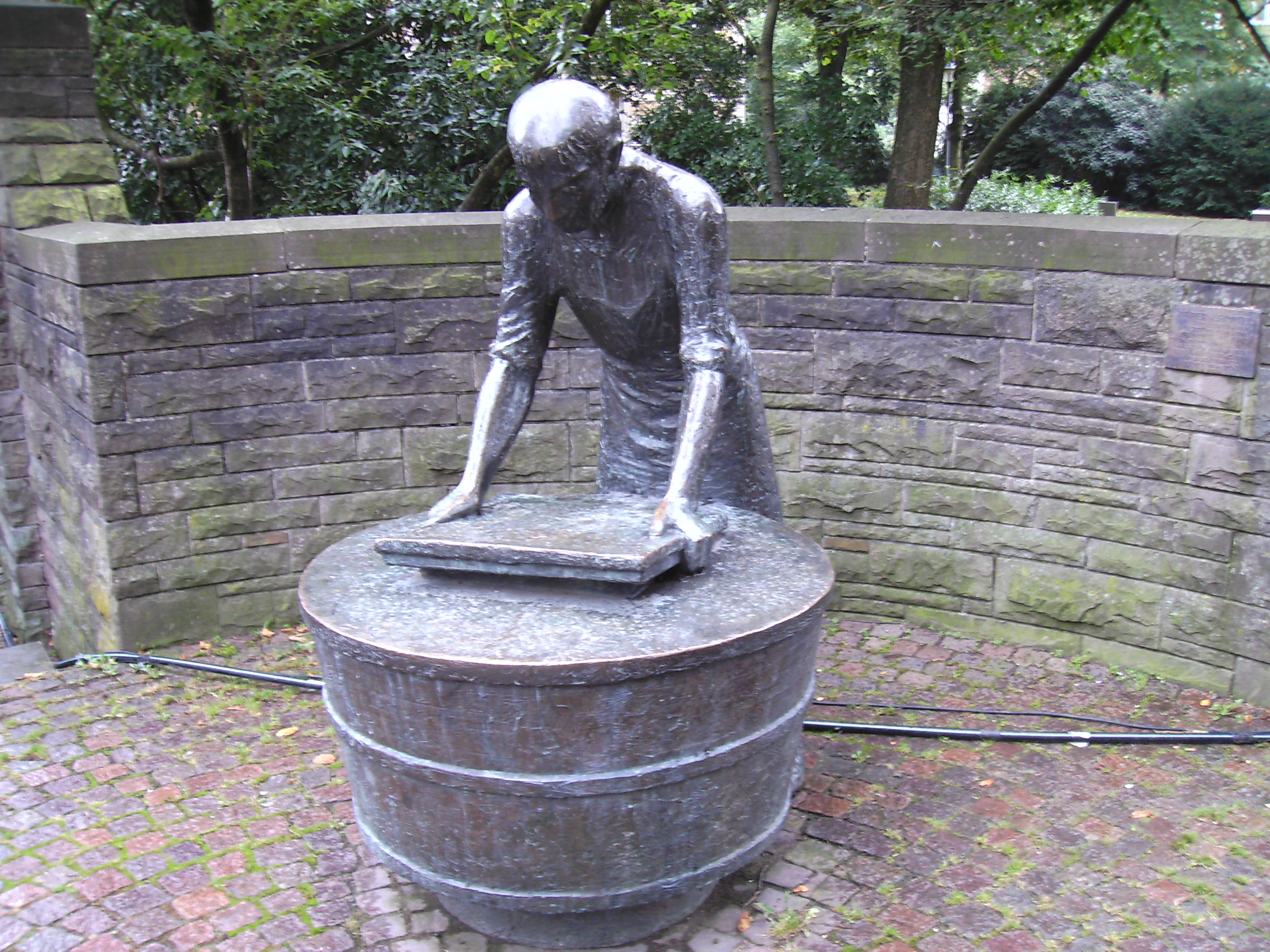
Werner Franzen: Papierschöpfer (Foto: 2008)

## Kunstwerke (Auswahl)
- Zwei Freunde, Bronze, 1975
- Zwei Spucker, lebensgroße Plastik im Wiesbadener Stadtpark
- Bronzeengel am Eingang der Abtei Maria Laach, 1999[2]
- Der Papierschöpfer am Konrad-Adenauer-Platz vor der Villa Zanders in Gladbach
- Lesen macht Glücklich vor der Stadtbücherei Im Forum Bergisch Gladbach, gestiftet von Gustav Lübbe, 1993
- Bronzen im Altenberger Dom: Bernhard von Clairvaux und die hl. Ursula zu Seiten des Nordportals, der Amplexus (lat. „Umarmung“) im nördl. Seitenschiff sowie eine Gruppe vierer Zisterzienseräbte am Konversenflügel. Abbildung
- Ökumene. Bronzeplastik im Altenberger Dom. Abbildung[3]
- Anno-Statue am Ratsturm Köln
- Grabdenkmal Wolfgang Anheisser, Melaten-Friedhof Köln
- Grabdenkmal Willi Birgel, Melaten-Friedhof Köln
- Grabdenkmal Werner Franzen, Friedhof Schildgen

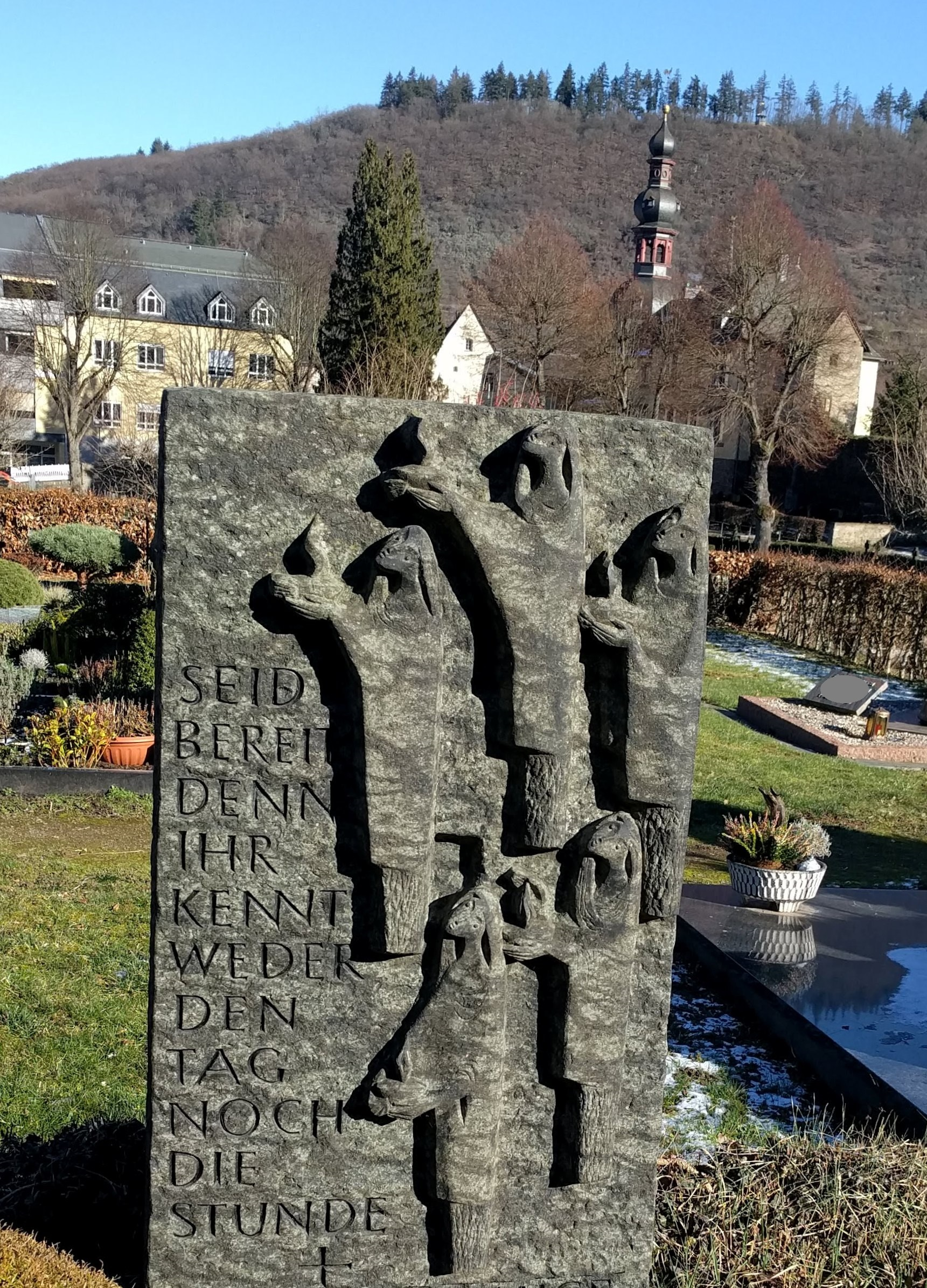
Werner Franzen: Grabstein auf dem städtischen Friedhof in Cochem (Foto: 2021)